# Ali ibn Sahl Isfahani
Ali ibn Sahl Isfahani (auch Ali b. Sehl b. el-Ezher el-Ifsfahani; anhörenⓘ persisch علی بن سهل ازهر اصفهانی, DMG ʿAlī bin Sahl Azhar Eṣfahānī; gestorben 919 in Isfahan) war ein persischer Mystiker. Er lebte in der Ära des abbasidischen Kalifen al-Mu'tadid bi-'llah. Nach Spencer gehörte die erste Tekke, das Zentrum einer Sufi-Bruderschaft, in Persien ihm. Seine Tekke existiert noch und wurde sein Mausoleum.